# 란저우시
란저우시(한국어: 난주, 문화어: 란주, 중국어 간체자: 兰州市, 정체자: 蘭州市, 병음: Lánzhōu Shì)는 서북지방 최대의 공업도시이자 간쑤성의 성도(省都)이며, 진청(한국어: 금성, 중국어: 金城, 병음: Jīnchéng)으로도 불린다. 면적은 13,271km2이고 인구는 321만 명에 그중 도시인구가 약 140만 명 정도이다. 예부터 실크로드로 가는 길목에 있어 중요한 요새이자 교통의 중심지였다. 다양한 민족들이 섞여 중국의 분위기와 다른 이국적인 사람들을 볼 수 있고 다양한 문화를 곳곳에서 볼 수 있다.

## 역사
원래는 서역의 강족(羌族)의 땅이었는데, 기원전 6세기경 진나라 땅의 일부가 되었다. 기원전 81년 한나라 통치기(206BC~220AD)에는 서안의 한 현인 진성현(金城县)의 일부가 되기도 했다. 한때는 황금도시라고 불렸는데, 기원전 1세기 때부터는 천산북로를 잇는 고대 실크로드의 주요 통로이자, 중요한 황하가 흐르는 통로였다. 난주를 보호하기 위해 만리장성이 옥문관까지 확대되었다.
한나라가 멸망한 후에 난주는 부족 국가들의 수도가 되었다. 다른 문화 유산들이 혼합되어 현재의 감숙성 지역은 5세기부터 11세기까지 불교 연구의 중심지가 되었다. 4세기에는 잠시 독립국인 전량의 수도였다. 북위 때 진성군이 재설치되었다. 수나라 때 난주총관부의 소재지가 되었고 당나라 때에도 이 이름을 유지했다. 763년에 티베트족이 점령되었고 843년에 당나라가 다시 점령하였다. 서하의 손에 들어간 후 1041년에 송나라가 차지하였다. 난주는 재설치되었다.
1127년 이후 금나라의 손에 들어갔고 1235년 이후에는 몽골족이 차지하였다. 명나라 때 부는 현으로 강등되었고 임조수부의 관할이 되었으나 1477년에 정치적인 단위로써 재설치되었다. 1739년에 임조의 수부가 난주로 이동함에 따라 난주수부가 만들어지게 되었다. 난주는 1864~1875년의 감숙 후이족 반란 때 심각한 피해를 입었다.
도시는 청나라 때인 1656년에 현재의 이름을 얻었다. 1666년에 감숙이 독립된 성이 되었고 난주는 성도가 되었다. 1920년대와 1930년대 중국 북서부의 소비에트 영향의 중심지가 되었다. 중일 전쟁 때 난주는 고속도로에 의해 시안과 연결되었고 3,200km 길이의 중국-소련 고속도로의 종점으로 시안 지역을 목적지로 하는 소련 지원을 위한 경유지로 사용되었다. 고속도로는 난주-우루무치 간 철도가 완성되기까지 중국 북서부의 주요 교통로로 남아있었다. 전쟁 기간에 난주는 일본군으로부터 심한 폭격을 받았다.

## 지리
- 면적: 14,620 km2
- 고도; 1,600m 해발고도
- 중국 북서부의 지리적 중심

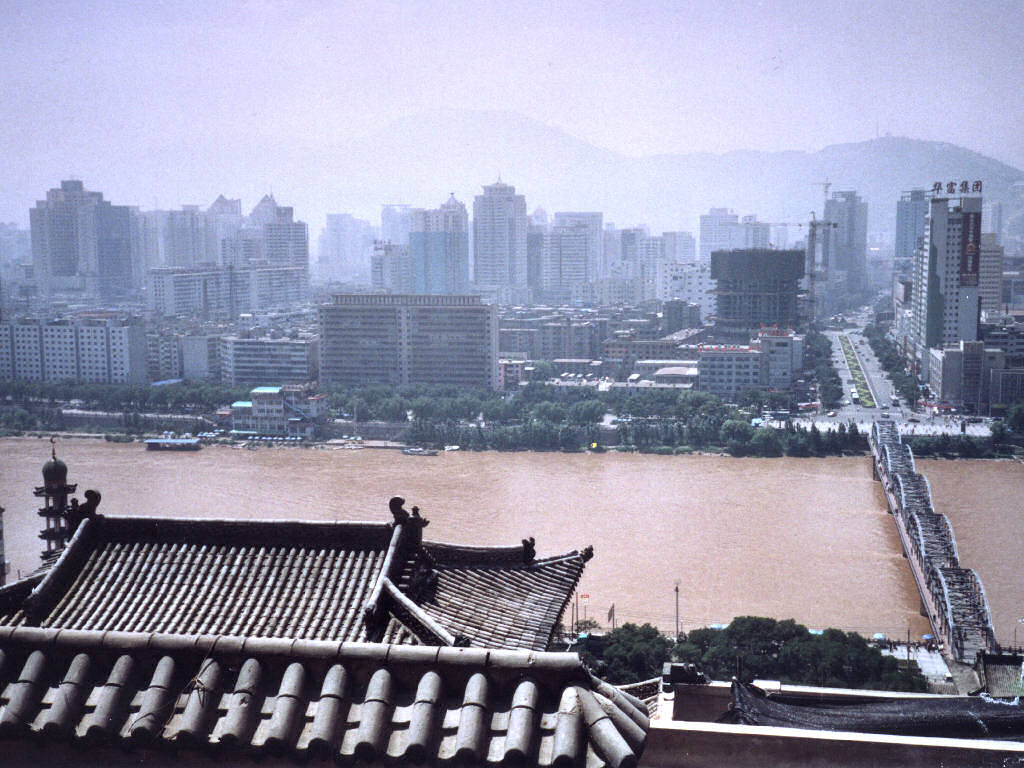
란저우 시를 흐르는 황하

- 남쪽과 북쪽은 산지이고 동서로 황하가 통과한다.

난주는 황하 상류의 강이 산에서 발원하는 부근에 위치한다. 고대에 중앙아시아로 가는 하서회랑 남쪽 끝의 주요 경유지였다. 서부와 북서부에서 고도 장안으로의 접근을 통제하는 곳이었다.

### 기후
란저우시는 건조 기후대에 위치한다. 그러나 중국 내에서도 최악의 공기 오염이 성립된 도시 중의 하나이기도 하며, 이는 세계에서 공기가 가장 오염된 30개의 도시에 손꼽힌다. 뿌연 하늘 때문에 도시 남쪽의 산인 난산을 볼 수 없을 때도 있다.
연평균 기온은 11.2°C이고 연평균 강수량은 327mm이다. 무상일수는 180일이고 연일조시간은 2,446시간이다. 또한 쾨펜의 기후 구분 상으로는 스텝 기후(BSk)에 속하게 된다.
| 란저우시 (1991년~2020년)의 기후 | 란저우시 (1991년~2020년)의 기후 | 란저우시 (1991년~2020년)의 기후 | 란저우시 (1991년~2020년)의 기후 | 란저우시 (1991년~2020년)의 기후 | 란저우시 (1991년~2020년)의 기후 | 란저우시 (1991년~2020년)의 기후 | 란저우시 (1991년~2020년)의 기후 | 란저우시 (1991년~2020년)의 기후 | 란저우시 (1991년~2020년)의 기후 | 란저우시 (1991년~2020년)의 기후 | 란저우시 (1991년~2020년)의 기후 | 란저우시 (1991년~2020년)의 기후 | 란저우시 (1991년~2020년)의 기후 |
| 월                              | 1월                             | 2월                             | 3월                             | 4월                             | 5월                             | 6월                             | 7월                             | 8월                             | 9월                             | 10월                            | 11월                            | 12월                            | 연간                            |
| ------------------------------- | ------------------------------- | ------------------------------- | ------------------------------- | ------------------------------- | ------------------------------- | ------------------------------- | ------------------------------- | ------------------------------- | ------------------------------- | ------------------------------- | ------------------------------- | ------------------------------- | ------------------------------- |
| 역대 최고 기온 °C (°F)          | 17.1 (62.8)                     | 21.0 (69.8)                     | 26.0 (78.8)                     | 34.6 (94.3)                     | 34.7 (94.5)                     | 36.8 (98.2)                     | 39.8 (103.6)                    | 37.3 (99.1)                     | 34.4 (93.9)                     | 27.4 (81.3)                     | 20.3 (68.5)                     | 14.0 (57.2)                     | 39.8 (103.6)                    |
| 일평균 최고 기온 °C (°F)        | 2.3 (36.1)                      | 7.6 (45.7)                      | 14.1 (57.4)                     | 20.7 (69.3)                     | 24.9 (76.8)                     | 28.6 (83.5)                     | 30.2 (86.4)                     | 28.8 (83.8)                     | 23.6 (74.5)                     | 17.5 (63.5)                     | 10.3 (50.5)                     | 3.5 (38.3)                      | 17.7 (63.8)                     |
| 일일 평균 기온 °C (°F)          | −4.1 (24.6)                     | 0.6 (33.1)                      | 7.0 (44.6)                      | 13.2 (55.8)                     | 17.7 (63.9)                     | 21.7 (71.1)                     | 23.4 (74.1)                     | 22.2 (72.0)                     | 17.2 (63.0)                     | 10.7 (51.3)                     | 3.5 (38.3)                      | −2.9 (26.8)                     | 10.9 (51.5)                     |
| 일평균 최저 기온 °C (°F)        | −8.4 (16.9)                     | −4.3 (24.3)                     | 1.6 (34.9)                      | 7.2 (45.0)                      | 11.5 (52.7)                     | 15.8 (60.4)                     | 17.9 (64.2)                     | 16.9 (62.4)                     | 12.6 (54.7)                     | 6.1 (43.0)                      | −0.9 (30.4)                     | −7.0 (19.4)                     | 5.7 (42.4)                      |
| 역대 최저 기온 °C (°F)          | −21.1 (−6.0)                    | −17.6 (0.3)                     | −11.6 (11.1)                    | −5.7 (21.7)                     | −0.1 (31.8)                     | 5.7 (42.3)                      | 9.8 (49.6)                      | 8.6 (47.5)                      | 1.6 (34.9)                      | −7.1 (19.2)                     | −12.3 (9.9)                     | −19.7 (−3.5)                    | −21.1 (−6.0)                    |
| 평균 강수량 mm (인치)           | 1.7 (0.07)                      | 3.0 (0.12)                      | 6.7 (0.26)                      | 16.3 (0.64)                     | 39.0 (1.54)                     | 44.0 (1.73)                     | 63.5 (2.50)                     | 66.0 (2.60)                     | 43.7 (1.72)                     | 21.7 (0.85)                     | 2.7 (0.11)                      | 0.7 (0.03)                      | 309 (12.17)                     |
| 평균 강수일수 (≥ 0.1 mm)        | 2.4                             | 2.4                             | 3.7                             | 5.8                             | 7.8                             | 8.9                             | 10.7                            | 10.1                            | 9.9                             | 6.5                             | 2.1                             | 1.0                             | 71.3                            |
| 평균 강설일수                   | 4.9                             | 4.4                             | 3.3                             | 0.9                             | 0.1                             | 0                               | 0                               | 0                               | 0                               | 1.0                             | 3.1                             | 2.9                             | 20.6                            |
| 평균 상대 습도 (%)              | 51                              | 46                              | 42                              | 40                              | 44                              | 48                              | 55                              | 58                              | 63                              | 63                              | 58                              | 54                              | 52                              |
| 평균 월간 일조시간              | 149.7                           | 173.1                           | 210.3                           | 226.0                           | 245.1                           | 234.0                           | 239.6                           | 226.6                           | 173.2                           | 173.6                           | 155.5                           | 143.1                           | 2,349.8                         |
| 가능 일조율                     | 48                              | 56                              | 56                              | 57                              | 56                              | 54                              | 54                              | 55                              | 47                              | 51                              | 51                              | 48                              | 53                              |
| 출처: 중국기상국                |                                 |                                 |                                 |                                 |                                 |                                 |                                 |                                 |                                 |                                 |                                 |                                 |                                 |

## 행정구역
| 란저우 시 현급구역 | #        | 이름     | 간자   | 면적(km2) | 인구(명) |
| ------------------ | -------- | -------- | ------ | --------- | -------- |
|                    |          |          |        |           |          |
| 시할구             |          |          |        |           |          |
| 1                  | 안닝구   | 安宁区   | 86.79  | 210,000   |          |
| 2                  | 청관구   | 城关区   | 220    | 976,000   |          |
| 3                  | 치리허구 | 七里河区 | 394.92 | 503,700   |          |
| 4                  | 시구구   | 西固区   | 385    | 320,000   |          |
| 5                  | 훙구구   | 红古区   | 535.14 | 143,000   |          |
| 현                 |          |          |        |           |          |
| 6                  | 융덩현   | 永登县   | 6,090  | 500,000   |          |
| 7                  | 가오란현 | 皋兰县   | 2,556  | 180,000   |          |
| 8                  | 위중현   | 榆中县   | 3,301  | 424,000   |          |

## 경제

### 생산성
1949년 이래 난주는 빈곤한 성의 성도에서 주요 공업 지역의 중심지로 변모했다. 2008년 1인당 GDP는 25,566위안(3,743달러)로 중국 659개 도시 중 134위를 차지했다.

### 광물 자원
- 광물: 석탄, 금, 은, 아연, 니켈, 망간, 점토, 백운석
- 수력전기

지열 발전 공장이 있어 청해의 탄전에 석탄을 공급하다. 게다가 감숙의 주라마 협곡에는 수력 발전소가 있고 큰 다목적 댐이 난주 위쪽 황하의 류자 협곡에 건설되었다.

### 공업
주요 공업으로 방직, 고무, 비료 공장이 있다. 석유정제업, 석유화학, 기계, 야금업이 발달해있다. 감숙은 중국에서 가장 큰 석유 정제소 중 하나로 난주는 성의 석유화학공업의 중심지이다. 난주의 커다란 정제소는 송유관에 의해 위먼의 유전과 연결된다. 또한 석유 산업을 위한 설비를 제조한다.
난주는 섬유 산업이 발달해있고 양모와 가죽 제품 생산으로 유명하다. 또한 난주는 공작기계와 광업 장비 뿐만 아니라 북서부의 철도를 위한 기관차와 철도차량을 생산한다. 알루미늄 제품, 공업용 화학 제품, 비료, 고무를 대규모로 생산한다. 구리가 주변의 가오란에서 생산된다.
난주는 1960년대 이래 중국의 국가 원자력 산업의 중심지 중 하나이다.

### 농업
난주는 광대한 지역으로부터 오는 농산품과 가축을 거래하기 위한 시장이다.

## 교통

### 항공
- 란저우 중촨 국제공항 (蘭州中川機場)

### 철도

#### 노선
- 포란철로(包蘭鐵路)
- 난신철로(蘭新鐵路)
- 난청철로(蘭青鐵路)
- 용해철로(隴海鐵路)

#### 역
- 란저우 역
- 란저우 서역 (중국철로고속 이용가능)
- 란저우 동역

### 지하철
- 란저우 궤도교통(蘭州軌道交通)

## 신도시 개발
2016년 5월 29일 워싱턴포스트(WP)는 실크로드에 위치한 중국 서북부 간쑤성의 낙후 지역인 란저우(蘭州)시가 유령도시로 변했다고 보도했다. 시진핑 주석의 지시하에, 2030년 100만명 도시로 육성하기 위해서, 100억 달러(약 11조 9,100억원)가량을 투입해 공항, 철도 등 인프라를 건설했다. 그러나 현재, 중국 정부는 란저우시에 15만명의 주민과 4만명의 건설 노동자가 살고 있다고 주장하지만, 워싱턴포스트가 현지답사를 해보니, 인구가 거의 없다고 보도했다.

## 볼거리
- 병령사 석굴(柄靈寺 石屈)
- 감숙성 박물관(甘肅省博物館)
- 황하모친(黃河母親雕塑)
- 백탑산 공원(白塔山公園)
- 란산공원(蘭山公園)
- 중산교(中山桥)

## 대외교류
- 일본 아키타시
- 미국 앨버커키
- 대한민국 단양군

## 같이 보기
- 란저우 라몐